# Kraftklub
Kraftklub es una banda de rock en alemán, originaria de Chemnitz, Alemania. Su música es principalmente una mezcla de Indie Rock y Rap. Está compuesta por cinco miembros, de los cuales cuatro eran pertenecientes a la banda Neon Blocks, a quienes se les unió el rapero Felix Brummer (artisticamente kummer) para formar lo que es actualmente Kraftklub.

## Historia
En el Splash Festival de 2009 el rapero 'Bernd Bass' (Felix Brummer) tocó por primera vez con Neon Blocks, y a fines del mismo año fueron juntos al estudio de grabación y fundaron la banda Kraftklub. El 13 de febrero de 2010, lanzaron su primer EP "Adonis Maximus" en una fiesta de lanzamiento en el Club Atomino de Chemnitz. En septiembre ganó el Musikpreis New Music Award otorgado por varias radioestaciones de ARD. Gracias a este, ganaron un poco de atención importante de los grandes sellos discográficos del mercado. Desde finales de enero de 2011, tienen un contrato con Universal Domestic Rock/Vertigo. Kraftklub ha abierto conciertos de los Beatsteaks, Fettes Brot y Casper. El 5 de agosto de 2011 publicó su primer sencillo "Zu Jung" con Universal.
El 29 de septiembre de 2011, Kraftklub estuvo en el Bundesvision Song Contest 2011 con su canción "Ich will nicht nach Berlin", representando al estado de Sajonia, en donde se llevó 89 puntos, llegando al quinto lugar. El sencillo fue lanzado el día siguiente y se introdujo en las estadísticas de control de medios de comunicación, llegando al 45.º lugar. Su álbum debut "Mit K", fue lanzado el 20 de enero de 2012 y sorpresivamente llegó al primer lugar en las listas de álbumes más vendidos en Alemania. Aunque el siguiente sencillo "Songs für Liam" solo se publicó hasta abril de 2012 oficialmente, el 23 de marzo de 2012 llegó al puesto 40.º de las listas alemanas, gracias a las fuertes ventas por descargas que tuvo.
Felix Kummer (Vocalista) y Till Kummer (Bajista) son hijos de Jan Kummer, cofundador del grupo Avant-garde AG, Geige. Debido a que no existe alguna conexión entre los grupos, los hermanos prefieren usar el nombre artístico Brummer.
Su primer concierto fuera de Alemania, fue el 19 de septiembre de 2012 en Bogotá, Colombia, gracias a la gira "Kolumbien mit K" promovida por el Goethe Institut - Kolumbien, que los llevó por Bogotá, Medellín y Cali, cada uno con dos conciertos respectivamente, y uno en Cartagena.
En 2022 estrenaron su último álbum de estudio titulado kargo donde se presentan 11 canciones, 3 de ellas son colaboraciones con otros artistas; "Fahr mit mir (4×4)" con Tokio Hotel, "Kein Gott, Kein Staat, nur Du" con Mia Morgan y "So schön" con Blond
En octubre de 2023 tocaron con la Banda mexicana Panteón Rococó en 2 fechas en la Ciudad de México en el Parque Bicentenario.
Más aparte de esto, la banda tocó en solitario en el Multiforo 246 el 31 de octubre de 2023 y abrió una nueva fecha para el 1 de noviembre de 2023 en Patanegra en Ciudad de México.

## Discografía

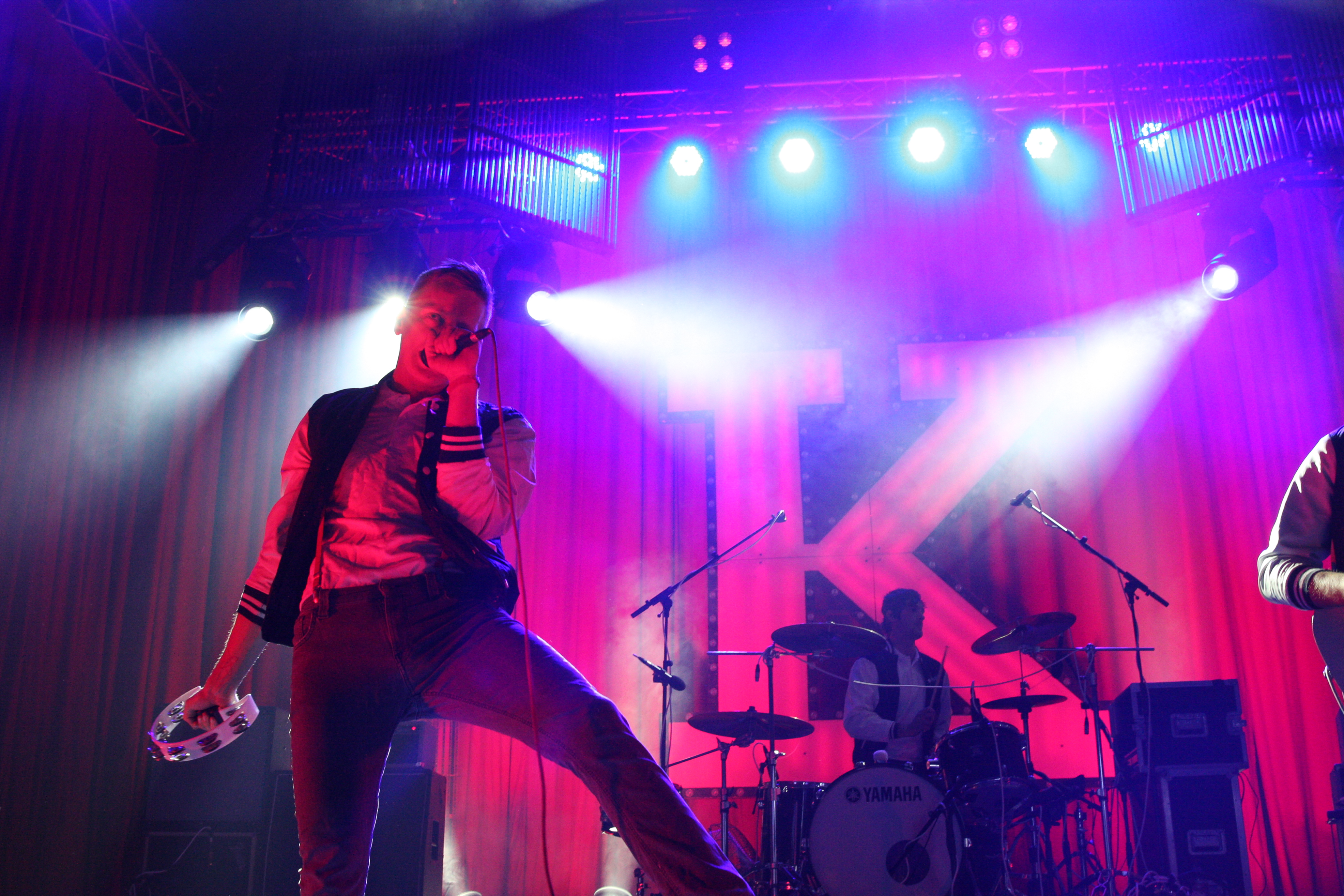
Kraftklub, Melt! Festival 2013

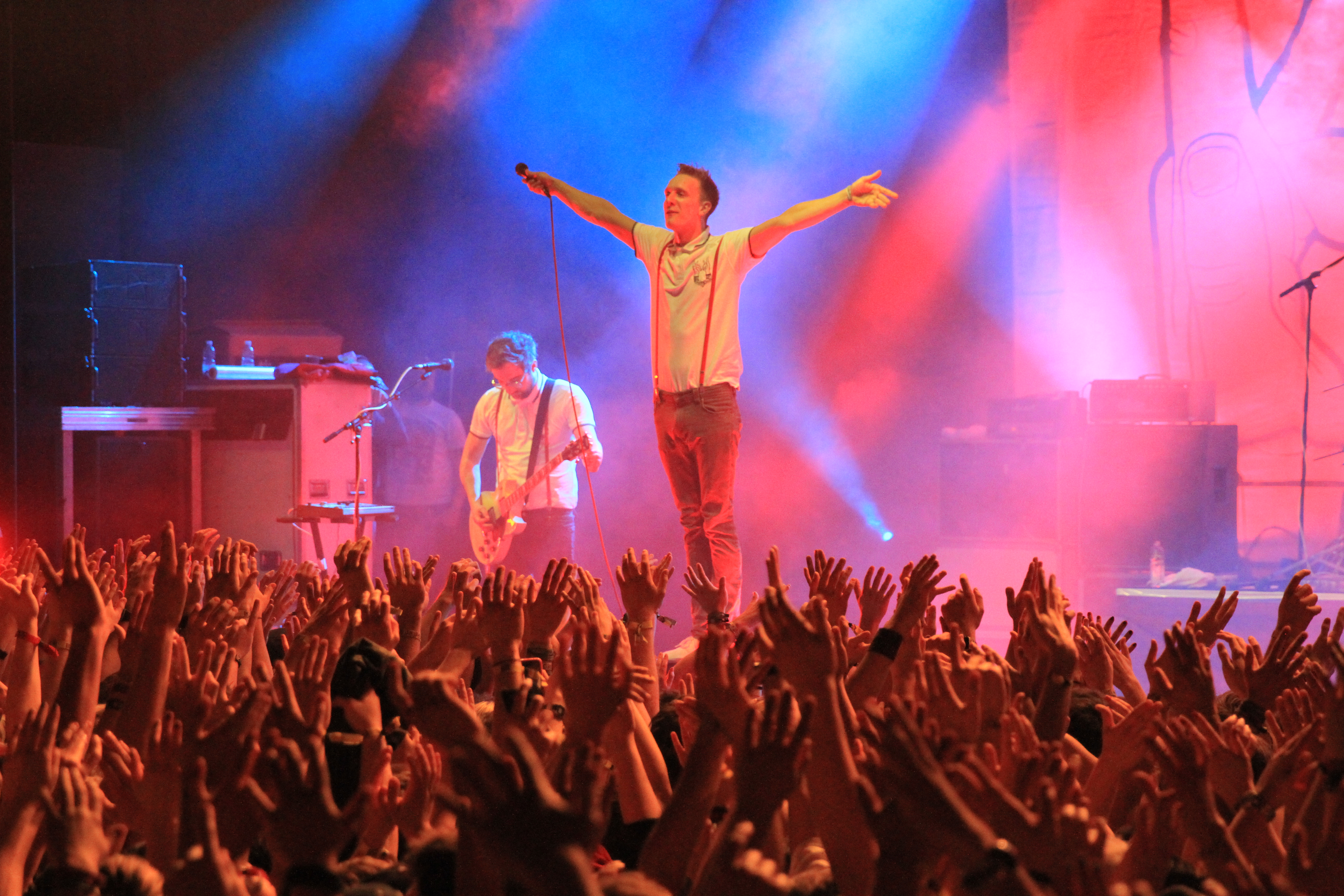
Kraftklub, Openin Festival 2014

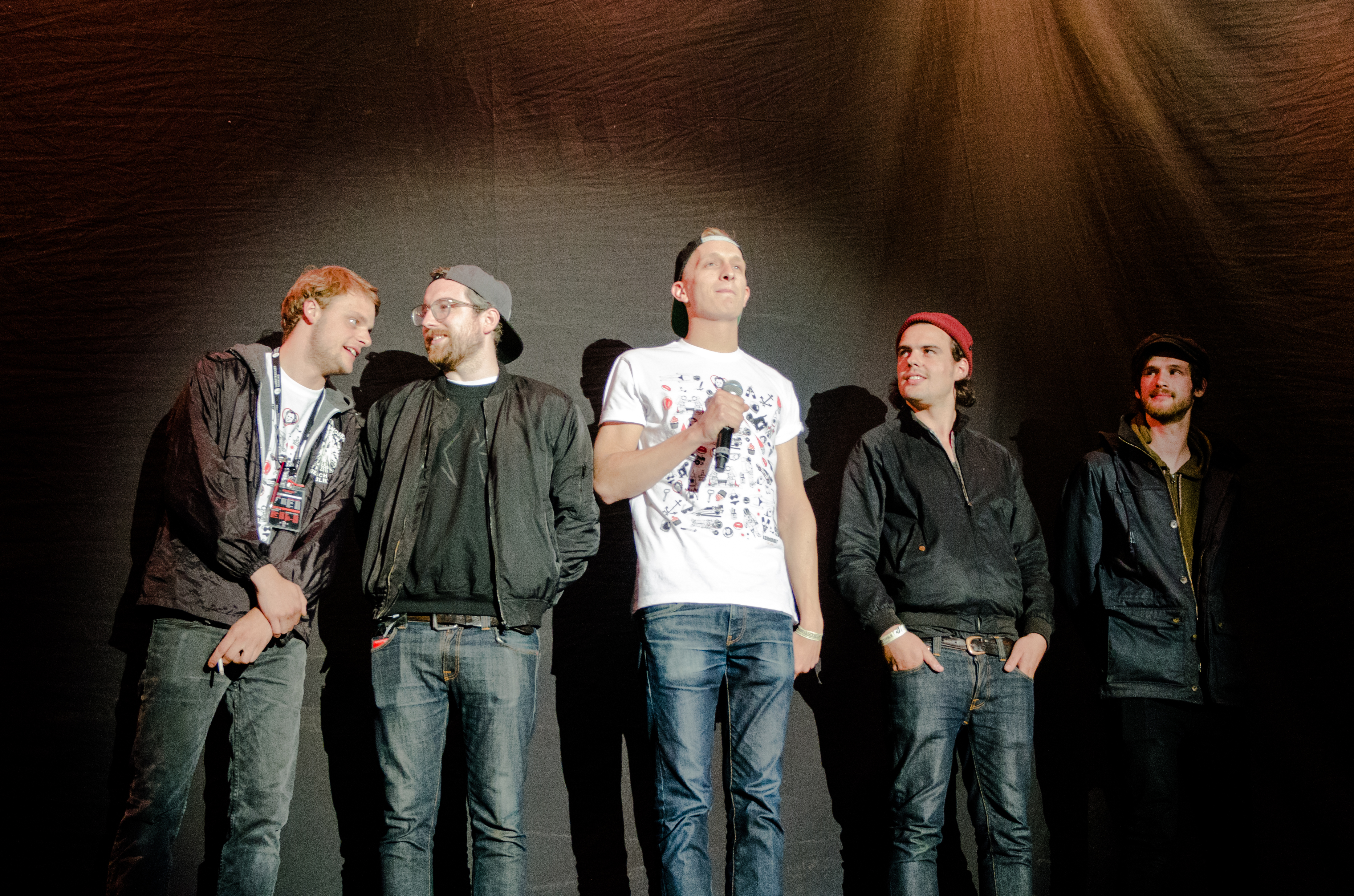
Kraftklub, Kosmonaut Festival 2014

### Álbumes
- 2012: Mit K
- 2014: In Schwarz
- 2017: Keine Nacht für Niemand
- 2022: Kargo

### EP
- 2010: Adonis Maximus
- 2012: Live im Astra Berlin (Beilage zur Visions Nr. 227)

### Sencillos
- 2011: Zu Jung
- 2011: Ich will nicht nach Berlin
- 2011: Eure Mädchen
- 2012: Songs für Liam
- 2012: Kein Liebeslied
- 2014: Unsere Fans
- 2014: Wie Ich
- 2014: Schüsse In Die Luft
- 2015: Blau
- 2022: Ein Song Reicht
- 2022: Wittenberg ist nich Paris
- 2022: Fahr mit mir (4×4) (ft. Tokio Hotel)
- 2022: Teil dieser Band
- 2022: Blaues Licht